# Toys: Let the Toy Wars Begin!
Toys: Let the Toy Wars Begin! (souvent abrégé en Toys) est un jeu vidéo d'action sorti en 1993 sur Mega Drive. Le jeu a été développé par Imagineering Inc. et édité par Absolute Entertainment. Il est basé sur le film Toys sorti en 1992.